# Drimia elata
Drimia elata är en sparrisväxtart som beskrevs av Nikolaus Joseph von Jacquin. Drimia elata ingår i släktet Drimia och familjen sparrisväxter. Inga underarter finns listade i Catalogue of Life.